# La trampa (película de 1966)
La trampa (The Trap en inglés) es una película canadiense de 1966 dirigida por Sidney Hayers y protagonizada por Oliver Reed y Rita Tushingham. Está rodada íntegramente en los bosques del Canadá y coproducida por el Reino Unido

## Argumento
Jean La Bête (Oliver Reed) es un cazador de pieles que vive en una cabaña lejos de la civilización. Un día vuelve al pueblo a vender las pieles y a aprovisionarse. El marchante de pieles del lugar, arruinado, le devuelve los mil dólares que le guardaba en depósito. Su mujer no está de acuerdo y le entrega a Eve, una joven huérfana y muda que tienen de sirvienta, a cambio del dinero. Eve se va con él obligada. Al principio ella está asustada por su rudeza, pero una vez en la cabaña, donde pasarán el largo invierno dedicados a la caza, ambos empezarán a habituarse el uno al otro.
Un día de cacería Jean es sorprendido por un puma, lo que le hace caer en un cepo para osos puesto por él mismo. Finalmente logra matarlo y librarse del cepo, pero aún tiene un largo camino a la cabaña, y es atacado por un grupo de lobos. Tras librase de alguno de ellos es finalmente acorralado, pero Eve acude en su socorro y le salva la vida. En la cabaña ésta le asiste, pero al poco tiempo tiene que ir a por más comida. A su regreso él ha empeorado y tiene que amputarle la pierna gangrenada por debajo de la rodilla. 
Tras finalizar el invierno él se encuentra mejor y ya camina sobre una pata de palo. Un día, emocionado, le agradece su ayuda, se besan y hacen el amor. Esto traumatiza a Eve, obsesionada con la muerte cruel y salvaje de su familia a manos de los indios; huye de la cabaña y se refugia en la canoa, donde se queda dormida. Sin darse cuenta, la canoa navega río abajo hasta los rápidos, Eve cae al agua en los rápidos y es socorrida por unos indios que la llevan al pueblo. 
Al cabo de unos meses, acogida de nuevo en su antiguo hogar, preparan su boda con un empleado del marchante de pieles, pero ella recuerda a Jean, las cacerías y la vida en las montañas. Así que se marcha y vuelve con Jean.

## Reparto
- Rita Tushingham como Eve.
- Oliver Reed como Jean La Bête.
- Rex Sevenoaks como el comerciante.
- Barbara Chilcott como la esposa del comerciante.
- Linda Goranson como la hija del comerciante.
- Blain Fairman como el dependiente.
- Walter Marsh como el predicador.
- Joseph Golland como Baptiste.
- Jon Granik.
- Merv Campone.
- Reginald McReynolds como el capitán.
- N. John Smith.